# Игуман Владислав (Вељковић)
Владислав (световно Новица Вељковић; Вршац, 23. децембар 1960 — Манастир Света Тројица, 2. децембар 2020) био је православни протосинђел и настојатељМанастира Свете Тројице.

## Биографија

### Младост
Рођен је 1960. године у Вршцу. Приликом крштења је добио име Новица.
Завршио је основну школу у родном граду, а затим Саобраћајни факултет у Новом Саду. По завршеном факултету радио је у Саобраћајној школи „Пинки” у Новом Саду.

### Монаштво
Вођен промислом Божијим долази у Манастир Свете Тројице код Пљеваља, у којем га је 15. јуна 2007. године замонашио тадашњи Епископ милешевски Г. Филарет Мићевић, а сутрадан и рукоположио у јерођаконски чин. Јеромонах постаје на празник Духове 2008. године, а протосинђел на исти празник 2014. године.

### Игуман Манастира Света Тројица
Благословом Његовог Преосвештенства Епископа будимљанско-никшићког и администратора Епархије милешевске Г. Јоаникија Мићовића, 5. септембра 2016. године постављен је за настојатеља игумана Светотројичке обитељи.

### Упокојење
У навечерје претпразништва Празника Ваведења Пресвете Богородице 2. децембра 2020. године, након краће и тешке болести у Господу је уснуо настојатељ Светотројичке обитељи код Пљеваља.
Сахрањен је 4. децембара 2020 на манастирском гробљу у Манастиру Свете Тројице.